# Mert Günok
Fehmi Mert Günok (phát âm tiếng Thổ Nhĩ Kỳ: [mæɾt ˈɡynok], sinh ngày 1 tháng 3 năm 1989) là một cầu thủ bóng đá người Thổ Nhĩ Kỳ, đang thi đấu ở vị trí thủ môn cho câu lạc bộ Beşiktaş và đội tuyển bóng đá quốc gia Thổ Nhĩ Kỳ.
Günok bắt đầu sự nghiệp của mình tại Kocaelispor và gia nhập Fenerbahçe vào năm 2001, nơi anh ở cho đến năm 2015. Tại đây, anh đã được thăng chức lên chuyên nghiệp, thi đấu ở cấp độ Süper Lig và giành được 2 danh hiệu Süper Lig. Anh gia nhập Bursaspor vào năm 2015, nơi anh ở trong vòng 2 mùa. Năm 2017, Günok ký hợp đồng với Başakşehir F.K., nơi anh giành được danh hiệu Süper Lig đầu tiên trong mùa giải 2019–20.
Günok đã đại diện cho đội tuyển quốc gia Thổ Nhĩ Kỳ tại các giải đấu quốc tế từ cấp U16 từ năm 2004. Anh có trận đấu quốc tế đầu tiên ở cấp độ đội tuyển lớn vào năm 2012 và là thủ môn chính của đội tuyển trong giai đoạn vòng loại Euro 2020, nơi họ giành quyền vào vòng chung kết.
Trong sự nghiệp chuyên nghiệp của mình, Günok đã giành 3 danh hiệu Süper Lig, 2 Cúp Thổ Nhĩ Kỳ và 3 Siêu cúp Thổ Nhĩ Kỳ trong thời gian thi đấu cho Fenerbahçe và Istanbul Başakşehir.
== Sự nghiệp câu lạc bộ == === Fenerbahçe === Günok bắt đầu sự nghiệp bóng đá tại cấp độ trẻ ở Kocaelispor từ năm 2000 đến 2001, nơi anh mô tả như "tham gia vài trận đấu khi cha tôi làm việc ở đó", trong khi Mahir, cha anh, đang làm HLV thủ môn. Sau đó, anh được phát hiện bởi các quan chức của Fenerbahçe vào năm 2001, tại Istanbul, trong một trận đấu trên sân nhỏ và gia nhập đội bóng nơi anh nhận được giấy phép thi đấu đầu tiên. Trong giai đoạn thi đấu ở cấp độ trẻ, anh ghi một bàn từ quả penalty trước Manisaspor trong trận đấu PAF Ligi vào ngày 9 tháng 3 năm 2008.

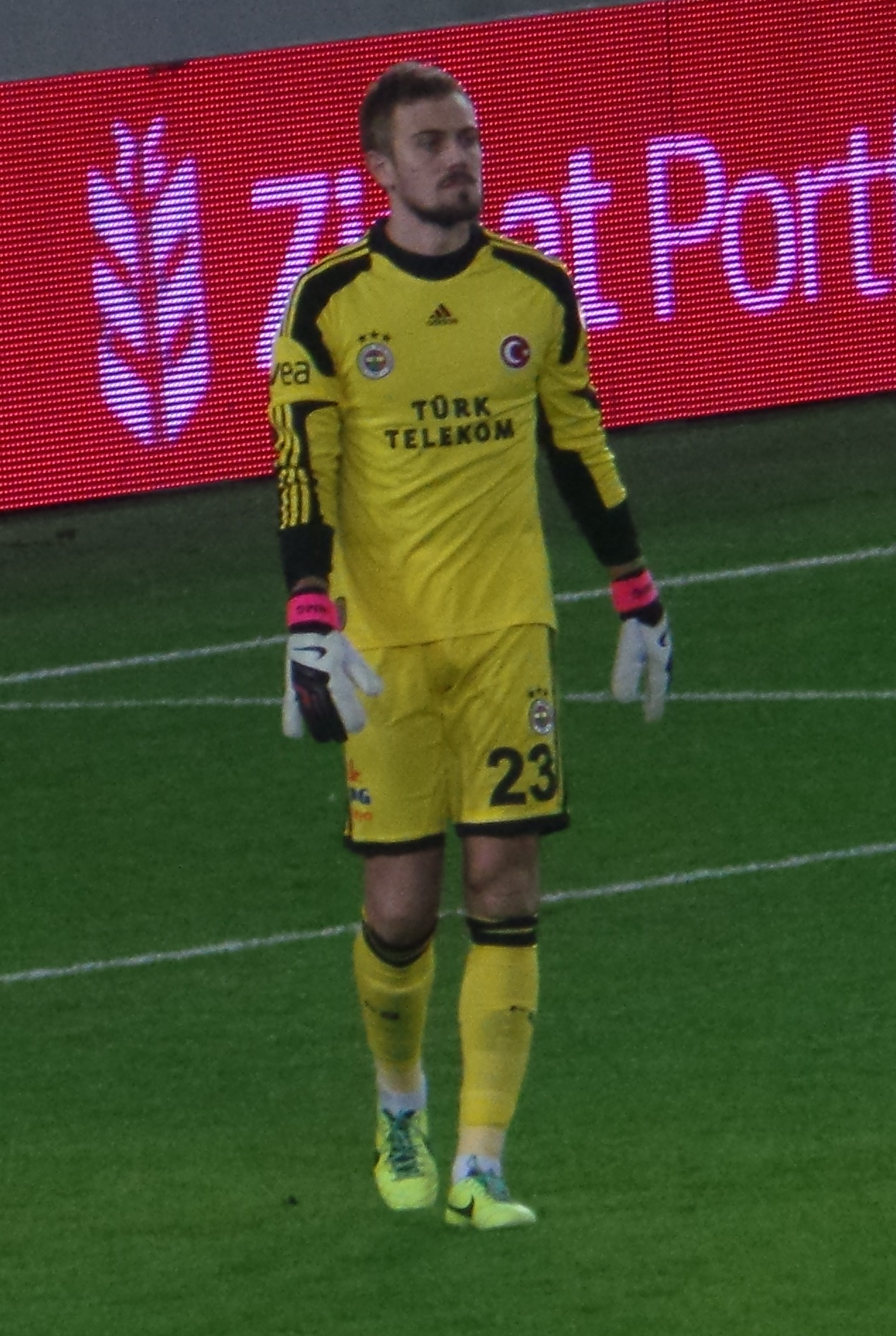
Günok trong trận đấu Cúp quốc gia Thổ Nhĩ Kỳ 2013–14 gặp Fethiyespor, ngày 4 tháng 12 năm 2013

Günok ký hợp đồng chuyên nghiệp đầu tiên của mình trước mùa giải 2009–10. Anh là thủ môn thứ ba, sau Volkan Demirel và Volkan Babacan của Fenerbahçe ở mùa giải 2010–11.
Anh có trận ra mắt tại Süper Lig trước Antalyaspor vào ngày 15 tháng 8 năm 2010, thay thế khi Volkan Demirel bị chấn thương ở đầu hiệp hai, giữ sạch lưới. Günok duy trì vị trí trong đội hình xuất phát trong hai trận gặp Trabzonspor và Manisaspor,, nơi anh đã để lọt lưới 5 bàn. Trong trận đấu nhà với Trabzonspor, kết thúc với tỷ số 2–3, Günok cản phá quả penalty của tiền vệ người Argentina Gustavo Colman.